# CC Sabathia
Carsten Charles Sabathia (Vallejo, California, 21 de julio de 1980) es un beisbolista estadounidense. Jugó para New York Yankees como lanzador.

## Trayectoria
Inició su carrera profesional el año 2001 con Cleveland Indians. Permaneció en esta entidad hasta 2007, logrando ese año el premio Cy Young por la Liga Americana, con primeros lugares en innings lanzados (19), juegos iniciados (34) y juegos completados (7); este último también conquistado en 2006. También fue nombrado "Lanzador del año" por la revista Sporting News. 
Sabathia firmó en 2008 para Milwaukee Brewers. Con este equipo inició 17 encuentros, obteniendo 11 victorias y dos derrotas. En 2009 pasó a formar parte de New York Yankees, novena con la que logró el mayor número de victorias (19) y conquistó la Serie Mundial con balance de 0-1, siendo además nombrado como el "jugador más valioso" del campeonato de la liga frente a Los Angeles Angels of Anaheim (2-0). Para 2010, nuevamente logró el mayor número de triunfos (21). 
Entre otros éxitos, ha conseguido el primer lugar en mayor monto de blanqueadas en tres ocasiones (2006 y 2008 en ambas ligas).